# Kashmirsångare
Kashmirsångare (Phylloscopus tytleri) är en fåtalig asiatisk bergslevande fågel i familjen lövsångare inom ordningen tättingar. Den häckar i bergsbelägna skog- och buskmarker i Kashmir, men även i nordöstra Afghanistan. Beståndet anses vara livskraftigt.

## Utseende och läte
Kashmirsångaren är en medelstor (10-12 cm) lövsångare med relativt smal och lång, mörk näbb, kort stjärt och tydligt ögonbrynsstreck. Ovansidan är grönaktig, undersidan vitaktig. Sången är en distinkt, ljus, stigande och fallande serie som återges "pi-tsi-pi-tsu". Locklätet är ett tvåstavigt "y-it".

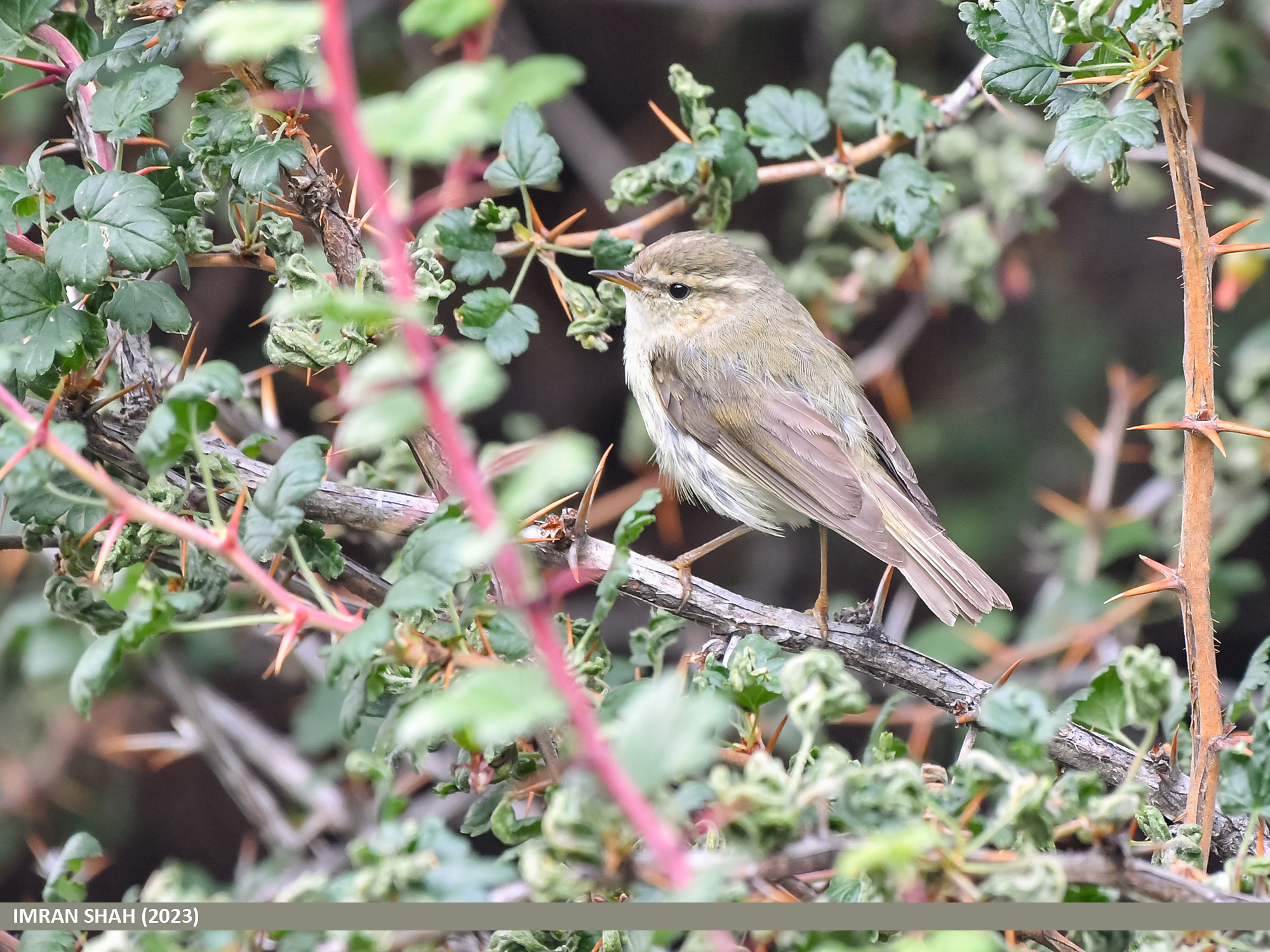

## Utbredning
Kashmirsångaren häckar i nordöstra Afghanistan (Nuristan) samt i västra Himalaya i norra Pakistan och Kashmir. Vintertid flyttar den till sydvästra Indien, i Västra Ghats söderut till Kerala och västra Tamil Nadu. Under sträcket passerar den i små antal genom Nepal.

## Systematik
Kashmirsångaren tillhör en grupp med asiatiska Phylloscopus-sångare där även brunsångare, stensångare och alpsångare ingår. Den behandlas som monotypisk, det vill säga att den inte delas in i några underarter.

### Familjetillhörighet
Lövsångarna behandlades tidigare som en del av den stora familjen sångare (Sylviidae). Genetiska studier har dock visat att sångarna inte är varandras närmaste släktingar. Istället är de en del av en klad som även omfattar timalior, lärkor, bulbyler, stjärtmesar och svalor. Idag delas därför Sylviidae upp i ett antal familjer, däribland Phylloscopidae. Lövsångarnas närmaste släktingar är familjerna cettior (Cettiidae), stjärtmesar (Aegithalidae) samt den nyligen urskilda afrikanska familjen hylior (Hyliidae).

## Levnadssätt
Kashmirsångaren häckar i både barrskog, framför allt med himalajatall, och subalpina buskmarker med Salix och björk, från 2400 till 2600 meters höjd. Vintertid ses den i sholaskog i Västra Ghats, på Deccan över 900 meters höjd.Den häckar mellan april och juli. Det klotformade boet av näver, lav, djurhår, fjädrar och torrt gräs placeras bland trädrötter på marken eller i ett träd upp till 12 meter ovan mark. Födan består mestadels av insekter och deras larver. Den ses ensam eller i par, vintertid även i smågrupper, ofta artblandade.

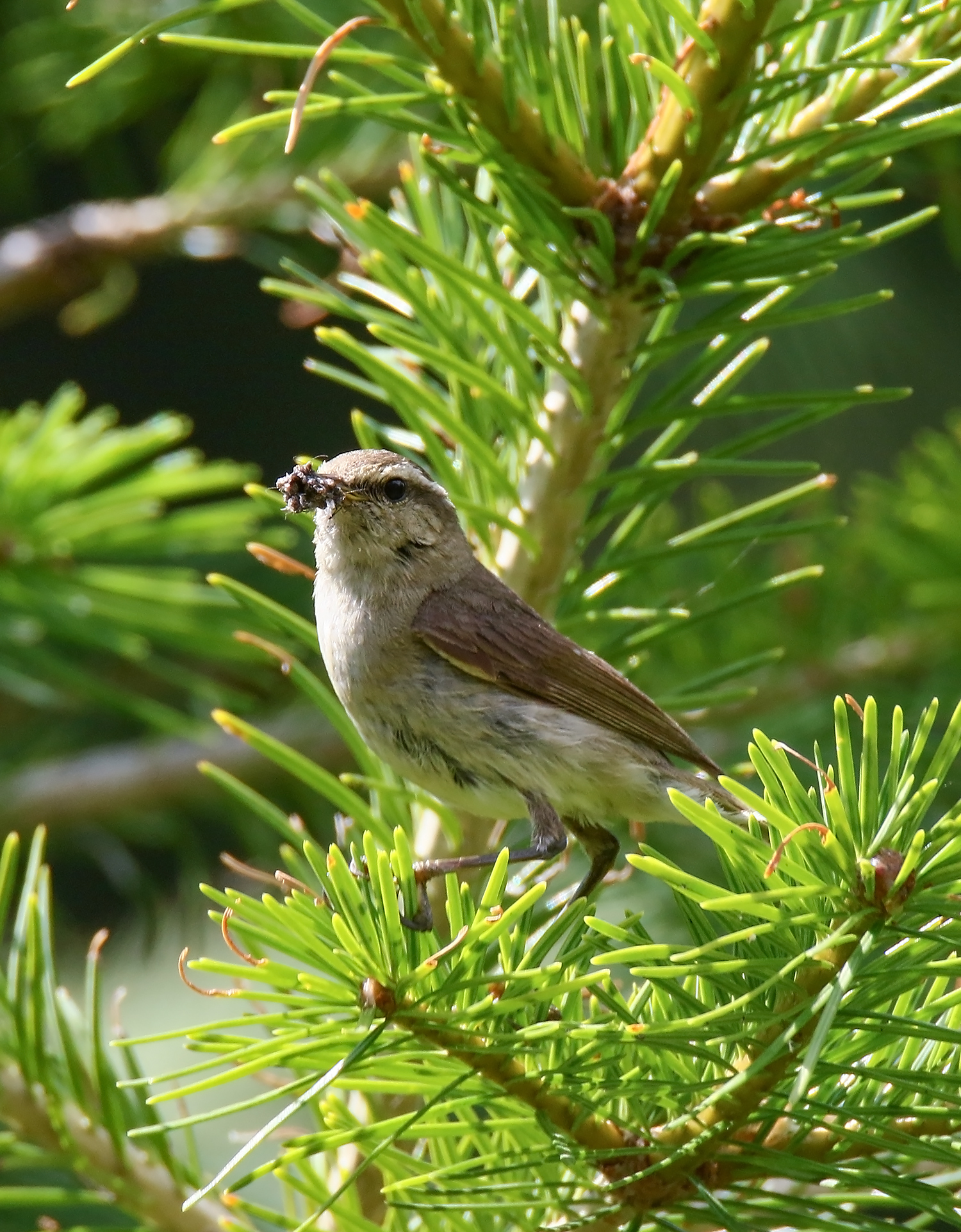
Kashmirsångare med föda åt ungar.

## Status och hot
Kashmirsångaren har ett stort utbredningsområde och internationella naturvårdsunionen IUCN kategoriserar arten som livskraftig. Beståndsutvecklingen är dock oklar. Världspopulationen har inte uppskattats, men den beskrivs som fåtalig eller lokalt vanlig.

## Namn
Fågelns vetenskapliga artnamn hedrar Robert Christopher Tytler (1818-1872), överste i British Army i Indien 1835-1864, men även naturforskare, samlare av specimen och faktiskt pionjärfotograf.